# Apeadeiro de Fontela
O Apeadeiro de Fontela é uma gare encerrada da Linha do Oeste, que servia a localidade de Fontela, no concelho de Figueira da Foz, em Portugal.

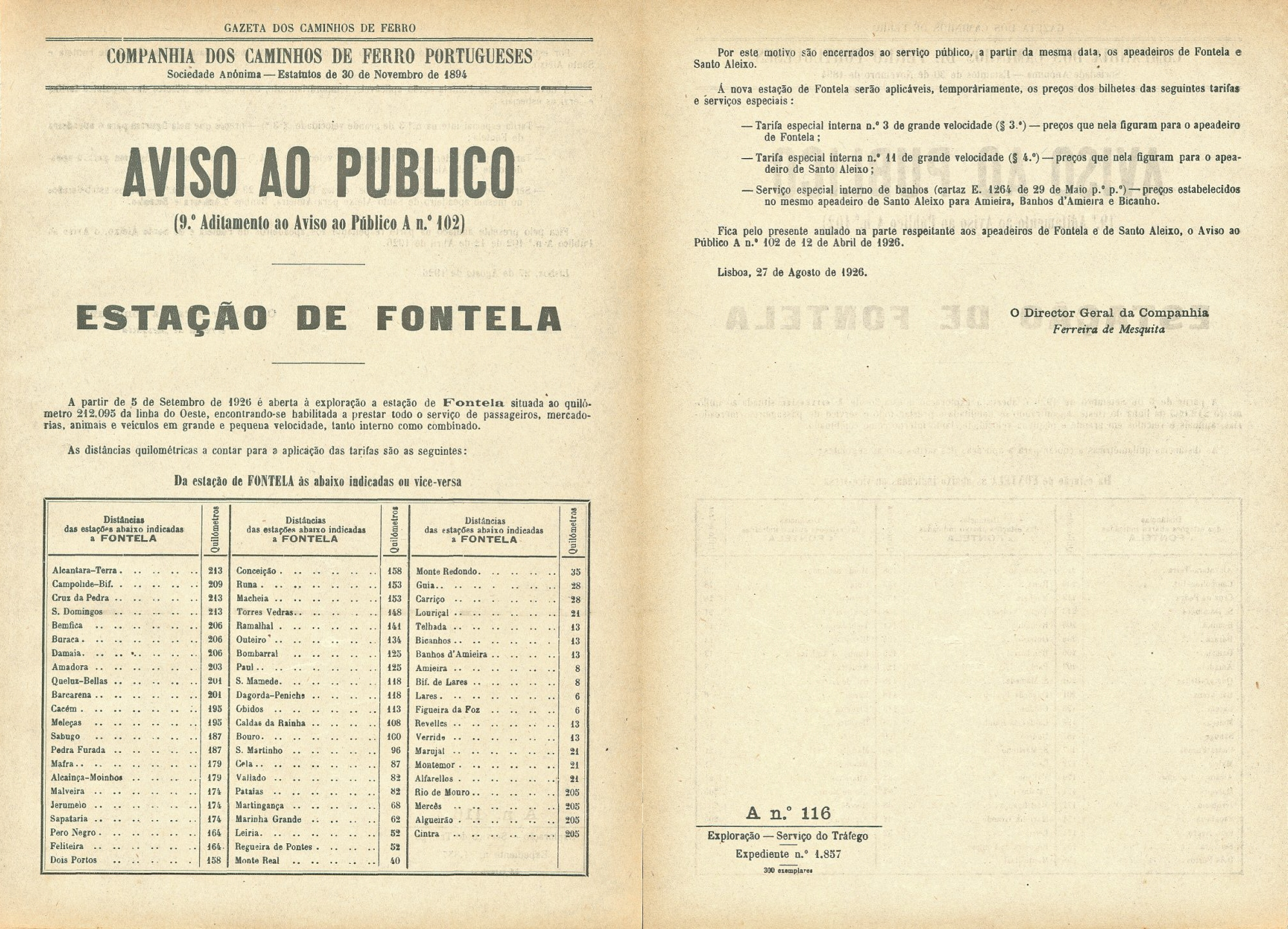
Aviso de 1926, relativo à abertura da Estação de Fontela e ao encerramento dos apeadeiros de Fontela e Santo Aleixo.

## História
Este apeadeiro situa-se no lanço entre as estações de Leiria e Figueira da Foz da Linha do Oeste, que entrou ao serviço em 17 de Julho de 1888, pela Companhia Real dos Caminhos de Ferro Portugueses.
Os apeadeiros de Fontela e Santo Aleixo encerraram em 5 de Setembro de 1926, tendo sido substituídos pela Estação Ferroviária de Fontela, que abriu no mesmo dia.